# Constantine Jacob Erdman

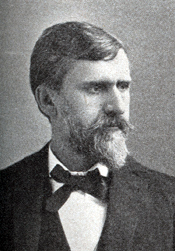
Constantine Jacob Erdman (1896)

Constantine Jacob Erdman (* 4. September 1846 in Upper Saucon, Pennsylvania; † 15. Januar 1911 in Allentown, Pennsylvania) war ein US-amerikanischer Politiker.
Erdman wurde 1846 in der Upper Saucon, einer im Lehigh County nahe Allentown gelegenen Township, geboren. Er studierte Jura am Pennsylvania College in Gettysburg und schloss sein Studium 1865 ab. 1867 wurde er in die Anwaltschaft aufgenommen und praktizierte in Allentown. 1874 wurde Erdman zum Bezirksstaatsanwalt (district attorney) gewählt. Während des Eisenbahnstreikes von 1877 diente er im vierten Regiment der National Guard of Pennsylvania.
Erdmann wurde 1892 als Demokrat in den Kongress gewählt und vertrat den Bundesstaat Pennsylvania vom 4. März 1893 bis zum 3. März 1897 im US-Repräsentantenhaus. 1896 verzichtete er auf eine erneute Kandidatur und kehrte nach dem Ende seiner Mandatszeit nach Allentown zurück, um dort wieder zu praktizieren. Daneben war er Kurator am Muhlenberg College sowie Präsident der Coplay Cement Manufacturing Co., der Allentown & Coopersburg Turnpike Co. und der Allen Fire Insurance Co. Erdmann starb 1911 in Allentown und wurde auf dem Fairview Cemetery beigesetzt.
Constantine Jacob Erdman war der Enkel von Jacob Erdman.